# كارل أوقست فون ستروينسي
كارل أوقست فون ستروينسي (بالألمانية: Carl August von Struensee)‏ (و. 1735 – 1804 م) هو سياسي، وأستاذ جامعي، ورياضياتي ألماني، ولد في هاله، توفي في برلين، عن عمر يناهز 69 عاماً.

## مناصب
تولى منصب وزير التجارة والاقتصاد
.